# Kostel svatého Michaela archanděla (Otrokovice)
Kostel svatého Michaela archanděla je barokní kostel řeckokatolické církve v Otrokovicích ve Zlínském kraji.

## Historie
Původní barokní kaple zasvěcená „Ke cti a chvále zjevení svatého archanděla Michaela" na otrokovické návsi byla postavena roku 1769. Roku 1848 byla zaslána žádost císaři Ferdinandovi o přidělení kněze. Žádosti bylo vyhověno pouze pod podmínkou, že kapli rozšíří na kostel. Přestavba byla dokončena roku 1849. Samostatná farnost pak byla zřízena o deset let později, roku 1859.
Již koncem 19. století přestal kostel kapacitně dostačovat. Snahy o jeho rozšíření či postavení nového kostela se táhly až do konce 20. století, kdy byl postaven nový farní kostel svatého Vojtěcha. Během první světové války byly zrekvírovány staré zvony a nové zavěšeny až roku 1925. V roce 1969 byl interiér kostela upraven v duchu směrnic II. vatikánského koncilu. Starý oltář byl nahrazen novým obětním stolem. Ve stejném roce byla také pořízena vyřezávaná křížová cesta. V roce 1977 byly do kostelní věže umístěny dva nové zvony – sv. Michael a sv. Cyril a Metoděj. Roku 1987 byly instalovány nové jednomanuálové varhany.
Po zbudování kostela svatého Vojtěcha přestal být tento kostel využíván pravidelně a začal sloužit pro bohoslužby řeckokatolické církve. V souvislosti s tím byl roku 2013 upraven interiér kostela, aby vyhovoval řeckokatolickým bohoslužbám. Provozovatelem však stále zůstává Římskokatolická farnost Otrokovice.

## Popis
Současnému vnitřnímu uspořádání dominuje kříž u svatostánku, vedle něj stojí socha archanděla Michaela, patrona kostela. Stropní malba představuje Svatou Rodinu v Betlémě od neznámého místního autora. Podle ústního podání jsou tváře na obrazu tváře otrokovických občanů a tváře andělů tváře jejich manželek.

## Bohoslužby
Božská liturgie sv. Jana Zlatoústého se zde slouží každou neděli v 9.00 hodin.